# Chuu (chanteuse)
Dans ce nom coréen, le nom de famille, Kim, précède le nom personnel.
Pour les articles homonymes, voir Kim.
Kim Ji-woo dite Chuu, (coréen : 김지우) est une chanteuse et personnalité de la télévision sud-coréenne, née le 20 octobre 1999. Elle est une membre du girl group Loona.

## Biographie

### Jeunesse
Kim Ji-woo est née le 20 octobre 1999 à Cheongju dans la province du Chungcheong du Nord en Corée du Sud. Elle est la plus âgée de trois enfants et a deux jeunes frères.
Pour son audition, elle a chanté "Halo" de Beyoncé.
Son nom de scène « Chuu » est dérivé du fait de prononcer rapidement son prénom. Elle a étudié à l'école élémentaire de Cheongju (샛별초등학교) et au collège de San-nam (산남중학교).

### Carrière

#### Loona
Le 14 décembre 2017, Chuu a été révélée comme la dixième membre du girl group sud coréen Loona. Dans le cadre de la stratégie de pré-lancement du groupe, le 28 décembre, elle a sorti son album single éponyme, Chuu, avec « Heart Attack » comme titre principal. L'album a atteint la huitième place du Gaon Album Chart.
Chuu a été présentée comme faisant partie de la troisième sous-unité de Loona, appelée Loona yyxy. Cette sous-unité comprennait également les membres Yves, Go Won et Olivia Hye. Leur EP intitulé Beauty & the Beat, sorti le 30 mai 2018,. L'album a atteint la quatrième place du Gaon Album Chart.
Chuu a officiellement fait ses débuts avec le groupe entier le 20 août 2018 avec l'EP [+ +], qui a culminé à la deuxième place du Gaon Album Chart.

##### Retrait de Loona
Le 25 novembre 2022, Blockberry Creative a annoncé sur le fancafe officiel que Chuu avait été expulsée de Loona, invoquant des « rapports de comportements abusifs, tels que des propos offensants de Chuu envers notre personnel ». Chuu s'est ensuite retrouvée mêlée à des rumeurs d'abus de pouvoir, de transfert et d'intimidation au sein de son entreprise. Blockberry Creative a refusé de révéler des preuves concernant les rumeurs d'abus de pouvoir au public, ce qui a suscité des critiques et du scepticisme de la part des fans. Certains professionnels de l'industrie ayant travaillé précédemment avec Chuu ont remis en question les allégations portées contre elle[réf. nécessaire].
À la fin de l'année 2021, elle a déposé une demande d'injonction provisoire contre son agence, Blockberry Creative, afin de suspendre son contrat exclusif. Il a également été rapporté qu'en avril 2022, elle avait fondé sa propre entreprise, dont elle est la PDG,.
Après que Chuu a remporté les premières et deuxièmes instances du procès, le 27 juin 2024, la Cour suprême a confirmé le rejet de la décision du tribunal inférieur, qui s'était prononcé en faveur du plaignant, confirmant ainsi la nullité du contrat d'exclusivité.
Bien que Chuu ait été expulsée du groupe par BlockBerry Creative, Chuu se définit toujours comme membre de Loona ; les autres membres de Loona aussi, chacune ayant gardé le contact et décrivant Loona comme un groupe de douze membres.

### Télévision
Le 10 mai 2019, Chuu a fait ses débuts d'actrice et a joué dans le web-drama Dating Class dans le rôle de Han Eun-sol. De juillet à septembre, elle a co-animé la deuxième saison de l'émission Insane Quiz Show avec MJ du groupe Astro et Il-hoon de BtoB. L'émission invite deux invités célèbres à chaque épisode pour participer à divers défis.
En janvier 2020, Chuu a participé aux Idol Star Athletics Championships de MBC pour le Nouvel An lunaire 2020. Cependant, MBC a été vivement critiqué après la découverte qu'un membre du personnel masculin lui avait tiré les cheveux,.
En mars 2020, Chuu a participé à l'émission King of Mask Singer sous le nom de « Spring Girl », un personnage vêtu d'une tenue printanière avec des fleurs dans les cheveux et un masque en papier plat couvrant les yeux et la bouche. Elle a été éliminée lors du deuxième jour de compétition. En décembre, elle a joué dans Running Girls, une émission de Mnet où cinq idols de K-pop forment une équipe de course et testent différents parcours en Corée du Sud.
En mars 2021, Chuu était panéliste régulière dans l'émission de Channel A, Steel Troops, où elle commente les équipes des forces armées coréennes en compétition. Elle est apparue comme modèle dans une publicité télévisée pour Pocari Sweat de Dong-a Otsuka. Elle est également apparue dans une publicité télévisée pour Samsung Galaxy Store en mai 2021, ainsi que pour la marque coréenne de poulet Chicken Maru, le jeu mobile RTS Warpath et BC Card. Elle a participé à l'émission de réalité documentaire Law of the Jungle dans les épisodes intitulés « Spring Special in Jeju ».

### Musique
Le 27 juin 2022, Chuu a sorti le single « Lullaby » avec B.I pour une collaboration avec Dingo Music. Le 11 août, il a été annoncé que Chuu sortirait le son « One and Half », un remake du son de Two Two sorti en 1994, le 4 septembre 2022. Le 16 octobre, Chuu a sorti un remake du son de Park Hye-kyung sorti en 1999, Confession, comme bande-son du film Ditto. Le 5 décembre, Chuu a sorti « Dear My Winter » avec le chanteur sud-coréen de R&B George dans le cadre de la série « Songs for You » de Lotte Shopping. Le 23 février 2023, Chuu a sorti le son « Let's Love » avec Kim Yo-han, qui fait partie du Project Restless.
En avril, Chuu a signé un contrat exclusif avec un nouveau label musical, ATRP. Le 18 septembre, ATRP a annoncé que Chuu ferait son début en tant qu'artiste solo le 18 octobre avec son premier mini album (EP) intitulé Howl avec la chanson principale du même nom.
Le 13 février 2024, Chuu a sorti un single numérique nommé « Chocolate » avec une version anglaise sortie le lendemain. Le 22 mai, ATRP a confirmé que Chuu filmerait un clip vidéo en Australie pour son deuxième album qui devrait sortir en juin. Le 29 mai, il a été officiellement annoncé que le deuxième EP de Chuu, Strawberry Rush, sortirait le 25 juin. Le clip vidéo du single principal du même nom a été publié en même temps que l'album.

### Autres projets
Depuis 2021, Chuu anime sa propre web-série sur YouTube Chuu Can Do It où elle sensibilise à la nécessité de protéger la Terre grâce à des pratiques respectueuses de l'environnement,.
En 2021, Chuu a animé Hauteur, une série web réalisée en collaboration avec Lotte Department Store pour promouvoir leur magasin auprès de la génération Z.

### Charité
Le 28 décembre 2022, Chuu a annoncé sur sa chaîne YouTube que tous les bénéfices des produits vendus à la boutique Jiwoo seraient reversés à Korea Music Power Plant pour améliorer le bien-être des musiciens.

### Vie privée
En février 2018, Chuu a obtenu son diplôme de la Hanlim Multi Art School, aux côtés de sa camarade du groupe Loona, Kim Lip.
À la suite d'une vague d'allégations de harcèlement scolaire visant diverses stars de l'industrie K-pop, Chuu a été accusée de harcèlement en février 2021. Cependant, l'accusateur s'est excusé pour ces fausses allégations, qui ont été jugées infondées après que Blockberry Creative ait annoncé qu'ils prendraient des mesures légales contre lui.

## Discographie

### Mini-albums (EP)
| Titre           | Détails                                           | Meilleures positions | Ventes        |
| Titre           | Détails                                           | COR                  | Ventes        |
| --------------- | ------------------------------------------------- | -------------------- | ------------- |
| Howl            | - Date de sortie : 18 octobre 2023 - Label : ATRP | 3                    | - COR: 49 545 |
| Strawberry Rush | - Date de sortie : 25 juin 2024 - Label : ATRP    | 12                   | - COR: 43 951 |

### Singles
| Année                                                      | Titre              | Meilleures positions | Album           |
| Année                                                      | Titre              | COR                  | Album           |
| ---------------------------------------------------------- | ------------------ | -------------------- | --------------- |
| 2022                                                       | Lullaby (avec B.I) | —                    | Hors album      |
| 2022                                                       | One and a Half     | 87                   | Hors album      |
| 2023                                                       | Howl               | —                    | Howl            |
| 2024                                                       | Chocolate          | —                    | Strawberry Rush |
| 2024                                                       | Strawberry Rush    | —                    | Strawberry Rush |
| "—" indique que le single ne s'est pas classé dans ce pays |                    |                      |                 |

### Singles promotionnels
| Année | Titre                                                                       | Album                                                                |
| ----- | --------------------------------------------------------------------------- | -------------------------------------------------------------------- |
| 2021  | World Is One 2021 (avec Kim Yo-han et Eric Bellinger)                       | Hors album                                                           |
| 2021  | Starlight (avec Lee Hyun, Lee Gi-kwang, Joohoney, Cravity et Jung Yeon-joo) | Hors album                                                           |
| 2022  | Dear My Winter (avec Georges)                                               | Hors album                                                           |
| 2023  | Let's Love (avec Kim Yo-han)                                                | Project Restless                                                     |
| 2023  | Our Nights Are More Beautiful Than Your Days                                | Hors album                                                           |
| 2023  | I Like You                                                                  | [THE SEASONS Vol II. 10] ᐸAKMU's Long day Long nightᐳ ReːWake x CHUU |
| 2023  | A Beautiful Farewell                                                        | I am Re:Born #1                                                      |